# Montaż azymutalny

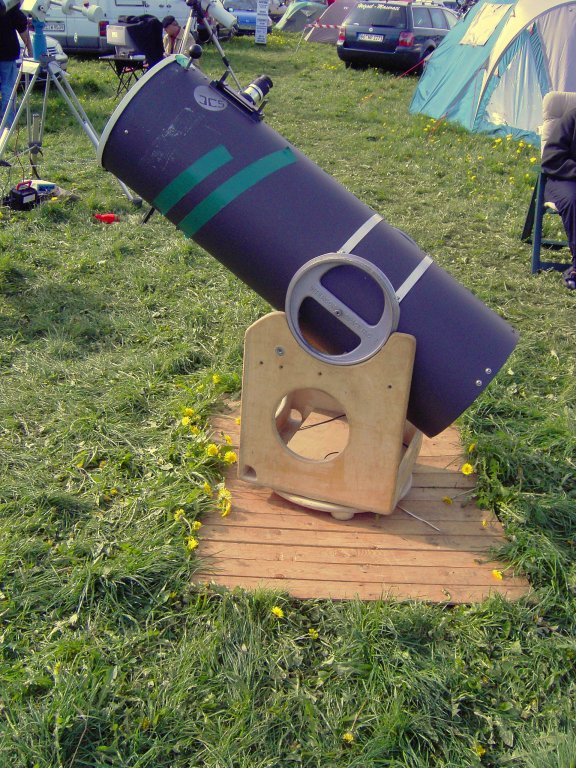
Teleskop na prostym montażu azymutalnym Dobsona.

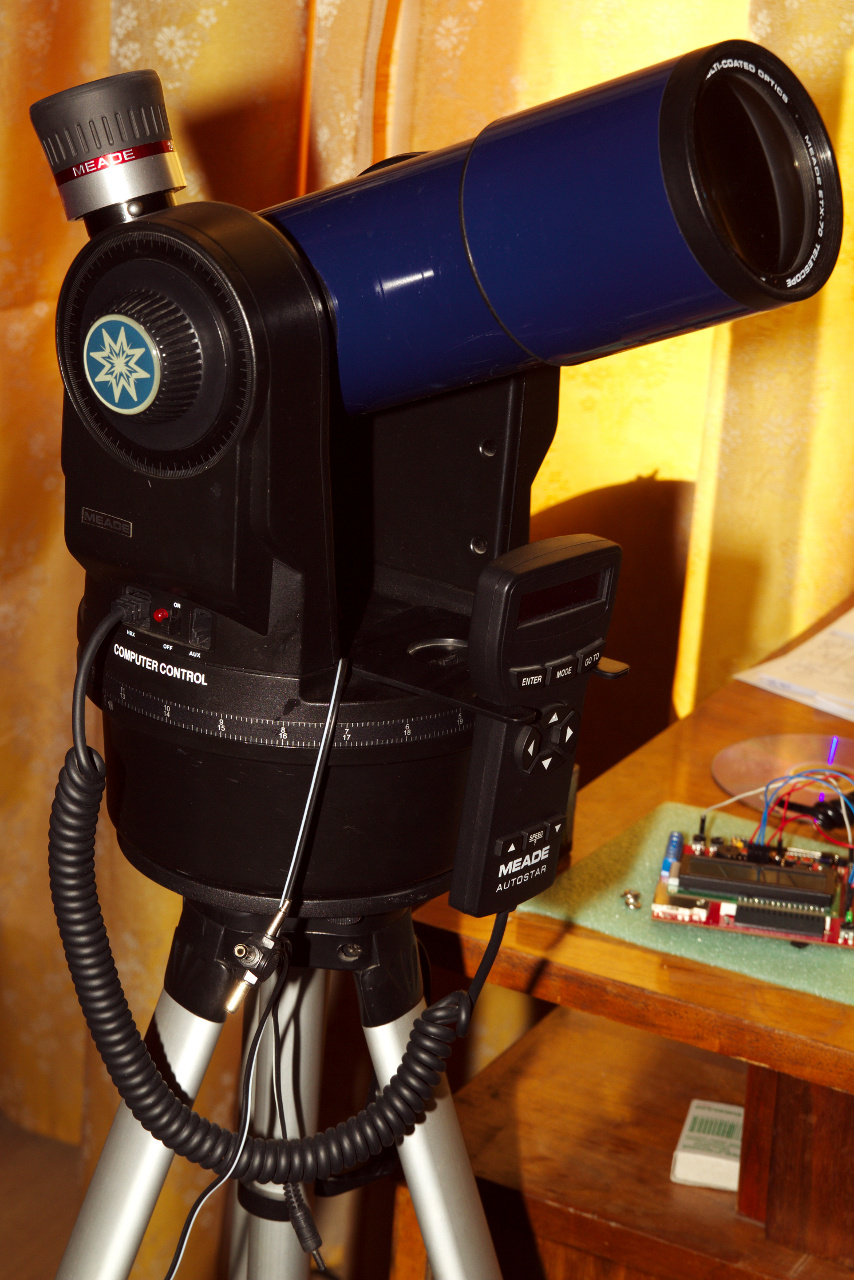
Meade ETX-70AT, 7 cm refraktor na azymutalnym montażu widłowym sterowanym komputerowo.

Montaż azymutalny – sposób instalacji teleskopu, w którym teleskop obraca się wokół osi pionowej i poziomej. Jest to najprostsze technicznie rozwiązanie, ale w celu śledzenia ciała niebieskiego należy regulować ustawienie teleskopu w obu płaszczyznach. Wady tej nie ma montaż paralaktyczny. We współczesnych dużych teleskopach, gdzie opłacalne jest stosowanie precyzyjnych silników sterowanych komputerowo, wykorzystuje się montaż azymutalny, a śledzenie ciała niebieskiego jest realizowane za pomocą komputerowego sterowania nastawianiem teleskopu.